# Reptadeonella bipartita
Reptadeonella bipartita är en mossdjursart som först beskrevs av Ferdinand Canu och Ray Smith Bassler 1928.  Reptadeonella bipartita ingår i släktet Reptadeonella och familjen Adeonidae.
Artens utbredningsområde är Mexikanska golfen. Inga underarter finns listade i Catalogue of Life.